# Ehemalige Christuskirche

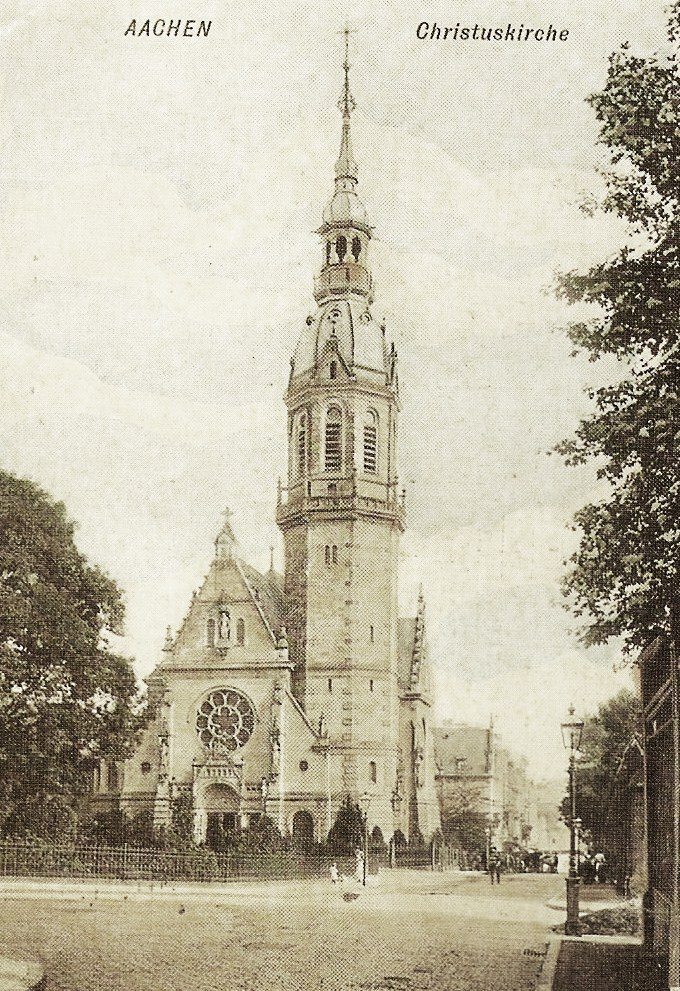
Christuskirche um 1900

Die ehemalige Christuskirche in Aachen war eine evangelische Pfarrkirche, die zwischen 1893 und 1896 von Georg Frentzen im Stil der Neorenaissance in Aachen erbaut und am 10. November 1896 eingeweiht wurde. Sie fasste circa 1220 Sitzplätze und stand im Kreuzungsbereich der heutigen Wespien-, Richard- und Martin-Luther-Straße. Die Kirche wurde im Zweiten Weltkrieg schwer beschädigt und 1959 bis auf den 76 m hohen Kirchturm endgültig abgerissen, der selbst weitestgehend unbeschädigt geblieben war und als markante Landmarke erhalten wurde. In unmittelbarer Nachbarschaft und angelehnt an den bestehenden Turm der zerstörten Christuskirche wurde zuvor für die evangelischen Christen Aachens die 1949 eingeweihte Johannes-Notkirche von Otto Bartning errichtet. Nachdem diese 1979 durch ein Großfeuer vollständig zerstört worden war, wurde auch der Turm der ehemaligen Christuskirche endgültig mit abgerissen.
Heute befindet sich an dieser Stelle das Gemeindezentrum „Martin-Luther-Haus“, ein evangelisches Familienzentrum mit Bildungsstätte sowie Gebetsort der Yehyang evangelisch-koreanischen Kirchengemeinde und Predigtstätte der Ungarisch-Evangelischen Gemeinde NRW.
Ein Höhepunkt in der Geschichte der Christuskirche war das am 27. April 1932 veranstaltete Kirchenkonzert, bei dem als Organist der bekannte Arzt, Theologe und Philosoph Albert Schweitzer auftrat und zusammen mit dem Aachener Bachverein unter der Leitung von Hans Klotz Werke von Johann Sebastian Bach und Guillaume Du Fay aufführte.

## Baubeschreibung

Grundriss

Das von Süden nach Norden abfallende Grundstück für Kirche und Pfarrhaus war insgesamt 65 m lang und 40 m breit. Vom 7. Januar bis März 1893 erfolgten die Erdarbeiten. Anfang April wurden die Baupläne genehmigt. Von Mitte April bis Ende November 1893 wurden die Fundamente und das aufgehende Kellermauerwerk fertiggestellt. Das feuchte Füllmaterial des ehemaligen Wallgrabens und die Fundamente zweier Gasometer der ehemaligen Gasanstalt erschwerten die Arbeiten. Der Architekt O. Klemm übernahm die örtliche Bauführung.
Die Kirche selbst war 47 m lang und 27 m breit. Das Pfarrhaus hatte eine Frontlänge von 11,34 m. Die einschiffige gewölbte von Emporen umgebene Saalkirche mit rund 1220 Sitzplätzen hatte einen symmetrischen Grundriss. Das dem Altarraum vorgelagerte dritte Gewölbefeld bildete mit kurzen Kreuzarmen das Querschiff, das außen zur Straßenseite ein Giebel und zur Rückseite ein vorgezogenes Walmdach schmückte. An der Straßenecke wurde der polygonale Turm platziert.
Für die Außenarchitektur verband Frentzen ein mittelalterliches Grundschema mit Renaissance-Details, nach seinem eigenen Bekunden in pittoresker Auffassung. Die Werksteinfassade war geprägt von dem Kontrast zwischen ornamentalem Schmuck und ruhigen, schlichten Flächen.
Der Aachener Bildhauer Karl Krauß schuf für die Christuskirche eine Christusfigur sowie mehrere Apostel und Evangelisten. Die segnende Christusfigur ist Krauß’ Interpretation eines Vorbildes von Bertel Thorvaldsen. Sie stand über dem Portal in einer vorgelagerten Baldachin-Nische im Bereich des Giebels. Die Figuren Johannes der Täufer und Apostel Paulus befanden sich in den Nischen der beiden Frontstrebepfeiler. Ein Bergpredigt-Relief schmückte das Tympanon im Portalbogen, als Aussage, dass in dieser Kirche das Wort Gottes verkündet wurde. Die Giebelfiguren stiftete der Kirchenmeister Krabb und das Relief der Geheime Kommerzienrat Emil von Wagner. Die Evangelisten-Skulpturen der Langseite an den Strebepfeilern Matthäus, Markus und Lukas als Synoptiker sowie Johannes mit dem Adler waren eine Stiftung des Tuchfabrikanten Eduard Waldthausen.
Im Inneren der Kirche betonte das Fehlen von Gewölbestützen die saalartige Raumwirkung als Zeichen der Gemeindeeinheit. Stattdessen sorgten Hausteinteile, Strebepfeiler, Gurtbögen und Gewölberippen für die nötige Statik. Die Wandmalereien wurden von dem Aachener Maler Heinrich Hofmann und die Glasmalereien von der Glasmalereianstalt Ferdinand Müller aus Quedlinburg sowie sämtliche Holzarbeiten von der Mechanische Bautischlerei und Holzgeschäft AG aus Oeynhausen angefertigt. Für die vier schmiedeeisernen Kronleuchter, eine Spende von Emil Lochner, sorgte die Firma Ludwig August Riedinger aus der Filiale in Frankfurt am Main. Das Geläut bestehend aus vier Glocken wurde von der Firma Janck aus Leipzig angefertigt und die Orgel, eine Stiftung der Familien Cockerell und Suermondt, stammte aus der Werkstatt E. F. Walcker & Cie. Darüber hinaus beteiligte sich der Bankier Robert Suermondt an die Ausfertigung des marmornen Altartisches.

## Literatur

Baubericht, S. 30/31
Baubericht, S. 32/33
Baubericht, S. 34/35
Baubericht, S. 36/37
Baubericht, S. 38/39